# HMS Uganda (66)
HMS Uganda foi um cruzador leve da classe Crown Colony. Lançado em 1941, participou na Segunda Guerra Mundial. Serviu na Marinha Real Britânica entre 1943 e 1944, incluindo nas operações do Mediterrâneo, e foi transferido para a Marinha Real Canadense em Outubro de 1944. Serviu no teatro de operações do Pacífico em 1945 e ficou na reserva em 1947. Quando foi re-activada para a Guerra da Coreia em 1952, a embarcação foi rebaptizada como HMCS Quebec. Foi retirada de serviço em 1956 e desmontada em 1961.